# Aedh de Escocia
Aed de Escocia (fallecido en 878) era hijo de Kenneth I. Se convierte en Rey de Escocia cuando muere su hermano mayor Constantino I de Escocia. Le apodaron «Aedh de las Flores Blancas», «el de los Pies Alados» (alipes, en latín) o «el de los pies blancos» (albipes en latín).
Las Crónicas de los Reyes de Alba dicen de Aedh:

Edus reinó durante un año

Por la brevedad de su reino no le dio tiempo de realizar grandes hechos que pasaran a la historia. Fue asesinado en la ciudad de Nrurim. Los Anales de Ulster dicen que en el año 878 Aedh fue asesinado por un vecino.